# NO MORE RULES.
『NO MORE RULES.』（ノー・モア・ルールズ）は、中島美嘉の企画アルバム。2009年3月4日、ソニー・ミュージックアソシエイテッドレコーズよりリリースした。

## 解説
- それまでにカネボウ化粧品「KATE」のCMに起用された楽曲を集めたコンピレーション・アルバム。5万枚完全限定生産。
- 新曲「GAME」を初音源化。DVDには撮り下ろしのビデオクリップも収録されている。
- CD+DVDの2枚組仕様。CDはBlu-ray Discの素材と製造技術を応用して作られた「Blu-spec CD」となっており、CDと比べ非常に高音質になっている。DVDには収録曲のビデオクリップと、それまでに放映されたTVCMが全て収録されている。
- 発売が告知された時は予約が殺到し、ほぼ完売状態となった。発売当日には5万枚全て完売した。

## 収録曲

### CD
1. GAME (4:14)
作詞：中島美嘉／作曲：カミカオル・Tomokazu Matsuzawa／
編曲：Tomokazu"T.O.M"Matsuzawa・The Hot Pantz(P.G.L.M)
本作で初収録となった新曲。
2. Love Addict (7:12)
7thシングル曲。アルバム『LØVE』収録。
3. HEAVEN ON EARTH (3:58)
アルバム『TRUE』収録曲。
4. SEVEN (4:28)
11thシングル曲。アルバム『MUSIC』収録。
5. I DON'T KNOW (4:41)
MICA 3 CHU名義で販売されたシングル曲。アルバム『VOICE』収録。
6. DANCE WITH THE DEVIL (4:42)
アルバム『YES』収録曲。
7. ISOLATION (4:45)
16thシングル「GLAMOROUS SKY」カップリング曲。アルバム『THE END』収録。
8. 蜘蛛の糸 (5:57)
アルバム『MUSIC』収録曲
9. Venus in The Dark (6:03)
アルバム『LØVE』収録曲。
10. MY SUGAR CAT (5:10)
18thシングル曲。アルバム『YES』収録。
11. conFusiOn (3:30)
25thシングル「SAKURA〜花霞〜」カップリング曲。アルバム『VOICE』収録。
12. BLACK & BLUE (4:05)
17thシングル「CRY NO MORE」カップリング曲。アルバム『YES』収録。
13. BLOOD (4:40)
16thシングル「GLAMOROUS SKY」カップリング曲。アルバム『THE END』収録。
14. IT'S TOO LATE (4:36)
23rdシングル「LIFE」カップリング曲。アルバム『VOICE』収録。
15. FAKE (5:14)
13thシングル「LEGEND」カップリング曲。アルバム『MUSIC』収録。

### DVD
- <KATE> TV-CM 15TITLE

- VIDEO CLIP

1. HEAVEN ON EARTH
2. Love Addict
3. Venus in The Dark
4. SEVEN
5. FAKE
6. BLOOD (LIVE)
7. BLACK & BLUE
8. MY SUGAR CAT
9. I DON'T KNOW
10. GAME